# Ecaterina Teodoroiu
Ecaterina Teodoroiu (nacida Cătălina Teodoroiu; 15 de enero de 1894-3 de septiembre de 1917) fue una soldado rumana que luchó y murió en la Primera Guerra Mundial, y está considerada una heroína en Rumanía.Es favorablemente comparada con la reina María de Rumanía.

## Primeros años
Nació en el pueblo de Vădeni (hoy en día parte de Târgu Jiu), en la región histórica de Oltenia, en la humilde familia de Elena y Vasile Toderoiu, ambos campesinos. Cătălina tuvo cinco hermanos (Nicolae, Eftimie, Andrei, Ión y Vasile) y dos hermanas (Elisabeta y Sabina). Después de estudiar en la escuela de primaria de Vădeni, pasó cuatro años en la escuela rumano-alemana de Târgu Jiu y después de graduarse en la Escuela de Chicas en Bucarest, empezó a ejercer como profesora cuando el Reino de Rumanía se introdujo en la Primera Guerra Mundial en el bando aliado, en 1916.

## Carrera militar

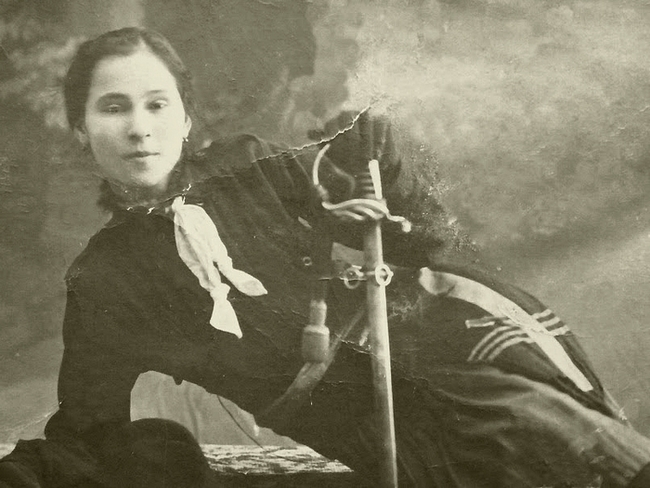
Ecaterina Teodoroiu, fotografía de 1916.

Miembro de los Scouts desde 1913, inicialmente trabajó como enfermera en el frente pero posteriormente decidió presentarse como soldado, profundamente impresionada por el patriotismo de su hermano Nicolae, sargento en el Ejército rumano, al caer herido y muerto. El ejército rumano, junto con el de varios países de Europa Oriental más, eran los únicos entonces que ya permitían el ingreso de mujeres. Aun así, era una decisión inusual para una mujer de aquella época, así que fue enviada a regañadientes a la primera línea. Con el decidido apoyo de la familia real rumana, pronto empezaría a ser vista como símbolo y como soldado.
Trabajando como enfermera, el 14 de octubre Ecaterina se unió a los civiles y los soldados de reserva que luchaban repeliendo el ataque de una compañía bávara del 9.º Ejército alemán en el puente sobre el río Jiu, frente a Târgu-Jiu. Impresionada por su valentía, la Familia Real invitó a Ecaterina a Bucarest el 23 de octubre.
El 30 de octubre, fue hasta el frente para ver a su hermano Nicolae, sargento en el 18 Regimiento de Infantería (de Gorj), quien murió poco después, el 1 de noviembre, alcanzado por un proyectil durante un combate cerca de Porceni.

Deseando vengar la muerte de su hermano, Ecaterina pidió al coronel Obogeanu que la dejara unirse al 18 Regimiento de Infantería como soldado voluntaria. Pronto demostró sus habilidades militares al crear una estratagema para evitar que su compañía, rodeada por el enemigo, fuera tomada prisionera.

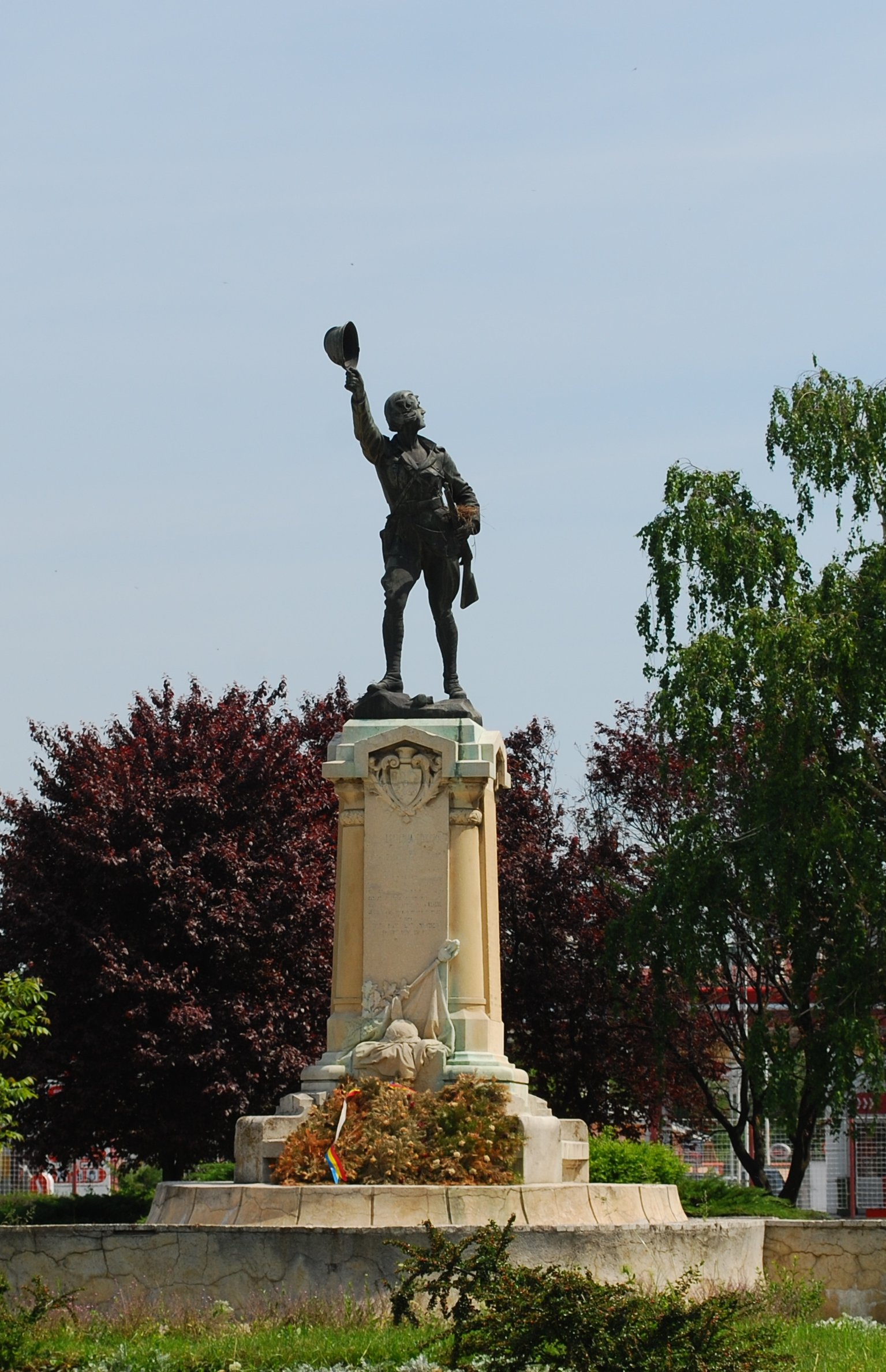
Monumento en Slatina.

No obstante, más tarde fue capturada durante la lucha en el monte Răşina-Peşteana-Tunşi; en la noche del 3 al 4 de noviembre de 1916, fue levemente herida de un disparo en la pierna durante su huida, al ser descubierta tras matar con un revólver que escondía al soldado alemán que la vigilaba. El 6 de noviembre, Ecaterina tras alcanzar su unidad, luchó en Bărbătești y Țânțăreni. Cerca de Filiași fue herida en ambas piernas por un proyectil, evacuada a Craiova, después a Bucarest y finalmente hospitalizada en el hospital militar "Rey Fernando", en Iași.
El 23 de enero de 1917 abandonó el hospital y, habiendo conocido allí al teniente Gheorghe Mănoiu (hermano de una antigua compañera de clase), pidió poder unirse a su Regimiento de Infantería 43/59 como enfermera voluntaria.
Por su valentía, le fue otorgada la "Medalla Scout" de Virtud y la Medalla de Virtud Militar, 2.ª Clase, el 10 de marzo de 1917. El 17 de marzo de 1917, le fue otorgada la Medalla de Virtud Militar, 1.ª Clase y nombrada teniente segundo honoraria (Sublocotenent) por el rey Fernando y el mando de un pelotón de 25 hombres en la 7.ª Compañía (Regimiento de Infantería 43/59, 11.ª División), mandada por el teniente Gheorghe Mănoiu.
El 25 de abril (jul.), el regimiento fue acuartelado en Codăești, condado de Vaslui. El 4 de agosto (jul.), el Regimiento 43/59, y parte de la reserva del 1.º Ejército dirigido por el general Eremia Grigorescu, se prepararon para una ofensiva. El 5 de agosto el regimiento dejó Vaslui hacia Tecuci, cruzó el río de Siret y acampó en el bosque de Malta Seacă, cerca de la línea del frente.
El 17 de agosto, el comandante de la 11.ª División, General Ernest Broșteanu, amablemente le sugirió que se quedara ayudando en el hospital móvil detrás del frente, pero la teniente Teodoroiu lo rechazó fuertemente, pidiendo ser dejada unirse con su pelotón a la batalla.

El 20 de agosto, el Regimiento 43/59 cavó trincheras en el Cerro Secului, en el área de Muncelu-Varnițuna.

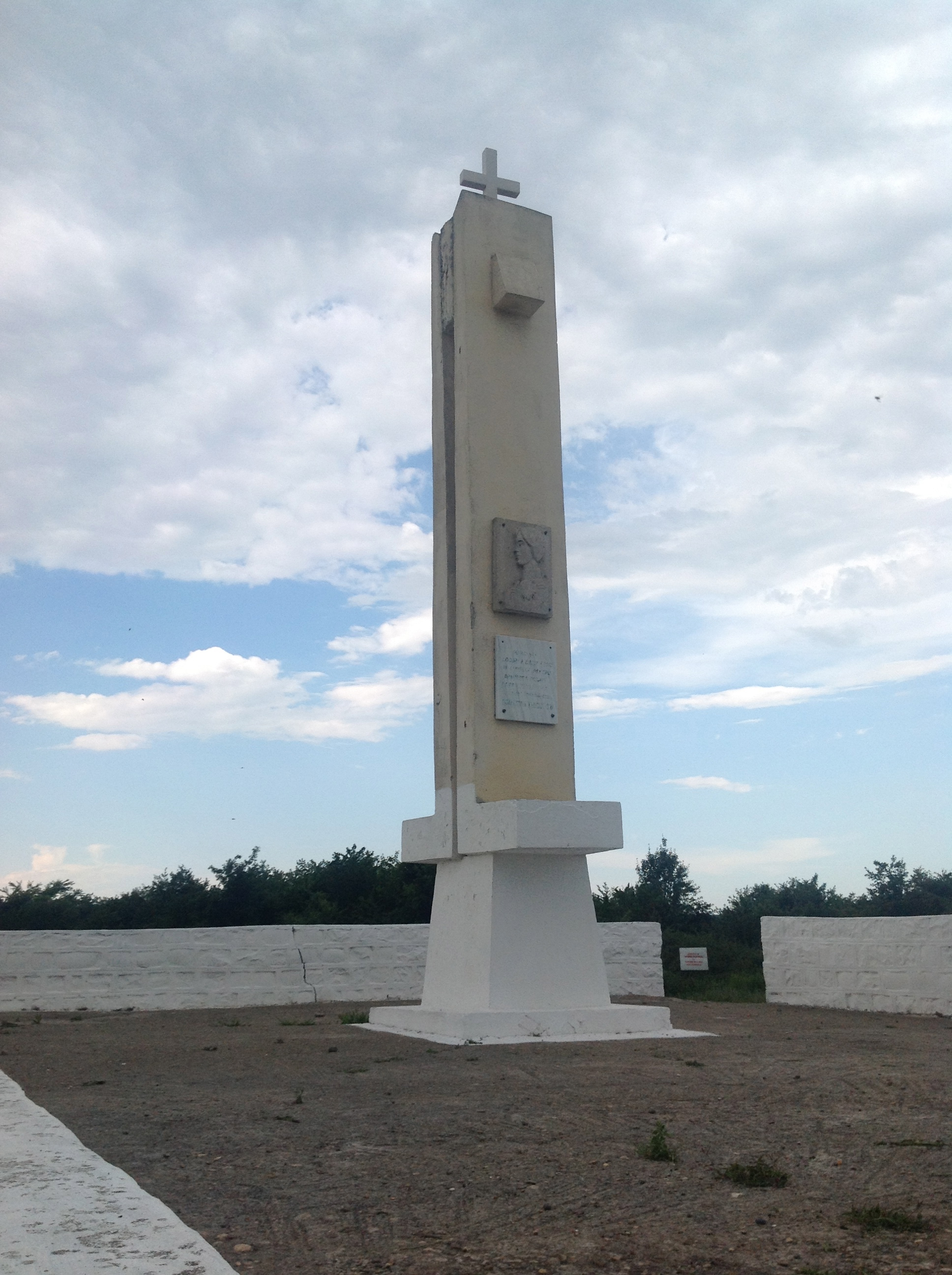
Panciu, Monumento en el sitio de su muerte (45°57′35.8″N 27°01′16.5″E / 45.959944, 27.021250 /)

El 21 de agostojul./ 3 de septiembre de 1917greg., las líneas rumanas fueron atacadas por el 40.º Regimiento de Reserva de la 115.ª División de Infantería alemana. Mientras dirigía su pelotón en un contraataque, Teodoroiu fue alcanzada por una ráfaga de ametralladora en el pecho (según algunas versiones), o en la cabeza (según otras versiones). Según el Núm. de Orden General 1 emitido al día siguiente por el Coronel Constantin Pomponiu, el oficial al mando del Regimiento 43/59, sus últimas palabras antes de morir fueron: "Adelante, hombres, no lo dejéis, todavía estoy con vosotros!".
Henri Berthelot incluso la nombró la "Juana de Arco de Rumanía" por su excepcional valentía, patriotismo y autosacrificio.
Inicialmente enterrada cerca del frente, en Fitioneşti, sus restos fueron reenterrados en junio de 1921 en una cripta en el centro de la ciudad de Târgu Jiu. Su tumba incluye un monumento levantado en su honor en 1936 por Milițuna Petrașcu.